# 2003年飓风奥拉夫
飓风奥拉夫（英語：Hurricane Olaf）是2003年10月上旬以飓风下限强度吹袭墨西哥的太平洋飓风，于10月2日经阿卡普尔科东南偏南方向的东风波发展而成。经过组织，东风波于次日发展成热带低气压，并且仅六小时后就升级成热带风暴并获名“奥拉夫”。气旋继续增强，于10月5日达到持续风速每小时120公里的最高强度，属一级飓风，同时还发展出局部风眼墙。
风暴结构很快就变得混乱，只在飓风强度下保持六小时，然后就回转逼近墨西哥海岸。10月7日，奥拉夫从曼萨尼约附近登陆并迅速消散，虽在哈利斯科州和瓜纳华托州引发严重洪灾，但并未造成人员丧生。

## 气象历史
9月17日，有东风波离开非洲西海岸进入大西洋，并在接下来两星期里向西移动，直至进入东太平洋。外界环境起初不利于东风波发展，但10月2日的卫星图像却显示系统内已存在下层环流。接下来数小时里，环流在墨西哥阿卡普尔科以南约645公里海域快速组织。次日，气象机构采用德沃夏克分析法估算得出的数值为1.5，表明气旋分速在每小时50公里左右，同时还有系统附近的船只测得每小时45公里风速，微波图像也表明气旋中心位于关联的对流附近。美国国家飓风中心根据这些信息将系统归类成热带低气压。
由于飓风诺拉就在左近，气象部门预计新生的热带低气压会因诺拉产生的风切变而减弱，但气旋实际却很快升级成热带风暴并获名“奥拉夫”（Olaf）。风暴朝西北方向前进并稳步增强，于10月3日晚达到中等热带风暴强度。次日，奥拉夫略有减弱，但很快又得以强化，约24小时后就成为强烈热带风暴。气象机构此时指出，风暴有可能继续强化。10月5日，雷达图像表明气旋内存在局部风眼墙，气象部门因此把热带风暴升级成飓风，奥拉夫也在几乎同一时间达到风力时速120公里，最低气压987毫巴（百帕）的最高强度。奥拉夫在飓风强度下仅保持约六小时，但美国国家飓风中心在当时的实际操作中认为风暴的中心位置比实际更偏北侧，与深层对流的距离更近，并且在飓风强度下保持的时间也要长得多。
达到最高强度后不久，气旋结构就变得混乱。风暴稳步减弱，移动速度也逐渐放缓。到了10月6日清晨，回转向西北方向前进的奥拉夫强度已降至热带风暴下限。但气旋这天下午快速组织，气象机构经评估认定其风速又提升至每小时80公里。奥拉夫此后还有进一步强化，于10月8日以风力时速97公里强度从墨西哥曼萨尼约附近登陆。此后不久，风暴在沿海地区的高原上空迅速减弱，登陆不到24小时后就在内陆上空消散。

## 防灾措施和影响

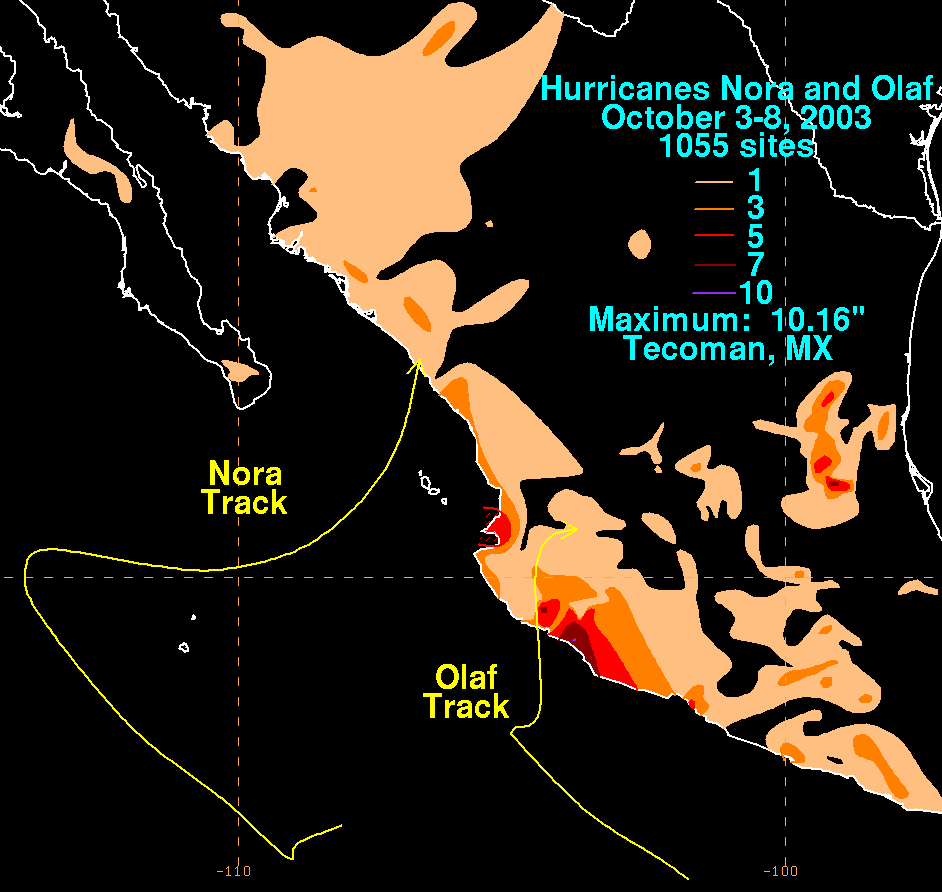
飓风奥拉夫和诺拉的降水分布

奥拉夫达到最高强度时，米却肯州蓬塔圣特尔莫（Punta San Telmo）到拉萨罗卡德纳斯收到热带风暴警告，蓬塔圣特尔莫到圣布拉斯（San Blas）和玛丽亚群岛接获飓风观察预警。此外，曼萨尼约到圣布拉斯间地区和玛丽亚群岛之后又进入飓风警告生效状态。三小时后，由于风暴实际强度远低于预期，上述飓风警告和观察预警随即中止，但热带风暴警告持续生效到10月7日。米却肯州、科利马州和哈利斯科州进入黄色预警生效状态，南下加利福尼亚州、锡那罗亚州、纳亚里特州和格雷罗州则收到绿色预警，各地有关部门还开设有避难所。
2003年的墨西哥雨量充沛，其中奥拉夫产生的降水比飓风诺拉还多。虽然风暴没有造成人员遇难，但引发的洪灾还是导致哈利斯科州许多道路和庄稼严重受损，该州还有1万2000余套民房受损。瓜纳华托州估计有1万5000人受到洪灾影响，另外还有两个社区同外界的交通中断。飓风过去后，当地需要的捐赠物资包括食品和基本家居用品。诺拉和奥拉夫的残留湿气同上层低气压区相互影响，令德克萨斯州普降暴雨，韦科附近发生洪灾，麦格雷戈（McGregor）有一户人家被迫撤离。受洪灾影响，35号州际公路、84号国道和36号州道部分路段封闭。此外，天气系统还在舒格兰催生出一场龙卷风，致使四幢楼房受到破坏，其中还包括一所学校。